# Verecki prelaz
Verecki prelaz (ukrajinsko Veréцький перевал, Verec'kij pereval; uradneje ukrajinsko перевал Середньоверецький, pereval Seredn'overec'kij, znan tudi kot Ворі́цьський перевал, Voric's'ki pereval; madžarsko Vereckei-hágó) je gorski prelaz v Ukrajini, eden najpomembnejših prelazov Notranjih vzhodnih Karpatov.

## Lega
Prelaz je v Karpatih tam, kjer se stikata Lvovska in Zakarpatska oblast, na grebenu severovzhodnih Karpatov, med dolinama reke Latorice (ukrajinsko Латориця, translit.: Latoricja) in Opir ter ob razcepu ali povodju rek Latorica in Strij. Doseže 841 metrov nadmorske višine.

## Zgodovina
Prelaz je bil dobro prehoden že več kot tisočletje. Leta 895 so madžarska plemena vstopila v Panonsko nižino in v naslednjem stoletju ustanovila Ogrsko. Leta 1241 je glavna vojska Mongolov prešla preko prelaza v Ogrsko kraljestvo. Leta 1703, ko se je Franc II. Rákóczi v današnji Ukrajini vrnil iz izgnanstva na gradu Berežani, je potoval čez Verecki prelaz v Madžarsko nižino, da bi prevzel vodstvo v proti-habsburški vstaji, ki je postala znana kot Rákóczijeva vojna za neodvisnost. Leta 1914 je med prvo svetovno vojno je na prehodu prišlo do hudih bojev med avstrijsko-ogrskimi četami in vojaki carske Rusije. Med drugo svetovno vojno je bil prelaz prizorišče nadaljnjih bitk; ostanke obrambnih utrdb tako imenovane Árpádove linije še danes vidimo. Od leta 1980 čez prelaz poteka glavna cesta.
Prelaz je tudi v spominu ukrajinske zgodovine, saj je bil leta 1939, tik pred izbruhom druge svetovne vojne, prizorišče množičnega poboja približno 600 ukrajinskih partizanov, Karpatske Seči (Карпа́тська Січ), ki so se borili proti madžarskim in poljskim silam.
Leta 2008 je madžarska vlada od ukrajinske vlade dobila dovoljenje za postavitev spomenika prehodu madžarskih ljudstev v bodočo Madžarsko (leta 895). Spomenik je zasnoval madžarski kipar Péter Matl (Петро Матл), ki se je rodil v Mukačevu.
- Razgled z Vereckega prelaza
- Spomenik ob 1100 obletnici madžarske zasedbe Panonske nižine leta 895 (slika 2008)
- Reka Strij z Vereckim prelazom.